# Zoe Leonard
Zoe Leonard (* 1961 in Liberty, New York) ist eine amerikanische Künstlerin, die mit den Mitteln der Fotografie und Installation arbeitet. Leonards Arbeiten werden zur feministischen Kunst gezählt.

## Leben und Werk
Nachdem die spätere Mutter von Zoe Leonard aus Polen geflüchtet war, immigrierte sie gemeinsam mit ihrem Mann in die USA, wo Zoe Leonard in einer Kleinstadt im Bundesstaat New York geboren wurde. Nach der Scheidung der Eltern wuchs Zoe zusammen mit ihrem Bruder bei ihrer Mutter auf. Obwohl die Familie wenig Geld hatte, konnte Leonard als Kind häufig reisen, da ihre Mutter bei TWA im Bodenpersonal arbeitete. Mit 15 Jahren brach Zoe Leonard die High School ab. 1977, mit 16 Jahren, borgte sie sich die Rollei 35 ihrer Mutter und begann zu fotografieren. Nachdem die Rollei abhandengekommen war, kaufte sie sich ihre erste eigene Kamera. Sie reiste viel und arbeitete in einer Reihe von Gelegenheitsjobs wie Kellnerin, Bürohilfe, Stripperin, Prostituierte, Galerieassistentin, Modell und Bauarbeiterin. Fotografie war die einzige Konstante. Leonard hat seitdem stets eine Kamera bei sich und oft entstehen ihre Fotos aus Alltagssituationen oder im Vorbeigehen. Leonard schrieb 1994 über ihr Coming-out:

“I’ve had to come out. No straight person knows about coming out. I’ve had to find a desire inside myself and follow it, even though it goes against the grain of all the social patterns around me. That process of discovering, examining and trusting my own desire is formative.”

„Mein Coming-out musste sein. Das kann kein Hetero verstehen. Ich musste dieses Verlangen in mir finden und ihm folgen, auch wenn es gegen alle sozialen Muster um mich herum gerichtet war. Dieser Prozess des Entdeckens, des Untersuchens und des Vertrauens in das eigene Verlangen war für mich formativ.“

Mit zwei Freundinnen gründete sie die Künstlergruppe Fierce Pussy, mit der sie öffentlich gegen die Diskriminierung von Homosexuellen protestierte. Sie engagierte sich auch in der Gruppe Act Up, die gegen die Stigmatisierung von Menschen mit Aids eintrat.
Mit 31 Jahren erreichte Leonard 1992 mit ihrer Teilnahme an der Documenta IX ihren ersten großen Erfolg in der Kunstwelt. In der Neuen Galerie in Kassel nahm Leonard alle historischen Bilder von den Wänden, die ausschließlich Männer zeigten. An deren Stelle hängte sie großformatige schwarzweiße Bilder der Genitalien von sechs Frauen, die Leonard selbst fotografiert hatte. Diese Fotografien kontrastierten nun mit den übriggebliebenen Rokoko-Bildern von Frauen.
Ebenfalls 1992 publizierte Leonard ihr Gedicht I want a president.
Nach ihrer ersten Documenta-Teilnahme bewegte sich Leonard für mehrere Jahre von der Fotografie weg und zur Objektkunst und Installation hin. Nachdem 1992 ein ihr nahestehender Freund gestorben war, begann sie über fünf Jahre hinweg, die Schalen von Bananen, Orangen, Grapefruit, Zitronen und Avocados abzuschälen, zu trocknen, mit Wachs und Plastik auszustopfen und dann mittels Nadel und Faden, mit Knöpfen, Draht und Kleber, wieder zu verschließen. Die Arbeit mit dem Titel Strange Fruit (for David) wurde 1998 vom Philadelphia Museum of Art angekauft.
1997 nahm sie mit der Arbeit The Fae Richards Archive an der prestigeträchtigen Kunstausstellung Whitney Biennial teil. Zusammen mit der Filmemacherin Cheryl Dunye präsentierte sie das Fotoarchiv einer fiktiven schwarzen und lesbischen Schauspielerin. Die Arbeit wurde dann Teil des Films Watermelon Woman, welcher durch das NEA gefördert wurde, das dafür von der religiösen Rechten, insbesondere Jesse Helms, scharf angegriffen wurde.
2007 wurde Leonard erneut zur Documenta nach Kassel eingeladen, wo ihre 40-teilige Arbeit Analogue (1998–2007) gezeigt wurde. Über neun Jahre hinweg hatte sie Schaufenster von kleinen Läden in der Lower East Side fotografiert, denen die Anstrengung der Ladenbesitzer in ihrem Optimismus wie in ihrer Hoffnungslosigkeit anzusehen ist. 2009 erwarb die Münchner Pinakothek der Moderne mit Mitteln ihres Fördervereins eine komplette Edition von Analogue. Analogue befindet sich auch im Besitz der New York Public Library. Leonard lebt und arbeitet in New York.

“[But] my work is absolutely grounded in a certain formal approach. These aren’t drawings. They’re not paintings. These are photographs. I want the viewer to be aware of that. That’s why I always print full frame. If there’s a scratch on the negative, I leave it there. The roughness in my prints is my way of letting the viewer into my process, the process of photography. I think that photography has been considered a poor relation to fine arts for far too long. The highest compliment you could pay a photographer is to say, ‘Your work is so painterly’. If I wanted to paint, I would paint. My work is about taking pictures, using a camera to observe what’s out in the world. So I present them very much as they happen in the camera: they’re not matted, they’re not framed, they’re not cropped.”

„Mit meiner Arbeit folge ich natürlich einem formalen Vorgehen. Dies sind keine Zeichnungen. Dies sind auch keine Gemälde. Dies sind Fotografien. Ich möchte, dass der Betrachter sich dessen bewusst ist. Deshalb enthalten meine Abzüge immer das komplette Negativ. Wenn auf dem Negativ ein Kratzer ist, so bleibt der sichtbar. Durch die Unpoliertheit meiner Abzüge soll der Betrachter an meinem Prozess, am Prozess der Fotografie teilhaben. Ich denke, dass Fotografie schon viel zu lange die Stiefschwester der Bildenden Künste ist. Das größte Kompliment, dass man einem Fotografen machen konnte, war zu sagen: ‚Ihre Arbeiten sind wie gemalt.‘ Wenn ich malen wollte, würde ich malen. In meiner Arbeit geht es darum, Bilder aufzunehmen, mit der Kamera zu beobachten, was in der Welt passiert. Und diese Beobachtungen präsentiere ich so, wie sie sich in der Kamera ergeben haben: sie sind nicht mattiert, sie sind nicht gerahmt, und sie sind nicht beschnitten.“

2014 erhielt Leonard den Bucksbaum Award.

## Ausstellungen

### Einzelausstellungen (Auswahl)
- 2009: Zoe Leonard. Fotografien. Pinakothek der Moderne, München.[8]
- 2007: Zoe Leonard – Fotografien. Fotomuseum Winterthur.[9]
- 2007: Zoe Leonard – Analogue. Wexner Center for the Arts an der Ohio State University in Columbus, Ohio.[10]
- 2003: Zoe Leonard. Swiss Institute of Contemporary Art, New York City.[11]
- 1999: Zoe Leonard – photography. Centrum Sztuki Wspólczesnej, Warschau.[12]
- 1998: New Work by Contemporary Artist Zoe Leonard. Philadelphia Museum of Art.[4]
- 1997: Zoe Leonard. Wiener Secession.[13]
- 1997: Zoe Leonard. Kunsthalle Basel.[14]
- 1990–: Zoe Leonard. Galerie Gisela Capitain, Köln.[15] Seit 1990 mehrmals Einzelausstellungen in dieser Galerie.

### Teilnahme an Gruppenausstellungen (Auswahl)
- 2008: Ad Absurdum – Energien des Absurden von der Klassischen Moderne zur Gegenwart. MARTa Herford.[16]
- 2008: Archive Fever: Uses of the Document in Contemporary Art. International Center of Photography, New York City.[17]
- 2007: Oh Girl, It’s a Boy! Kunstverein München.[18]
- 2007: documenta 12, Kassel. Gezeigt wurde die Arbeit Analogue (1998–2007).[19]
- 2007: BODYPOLITCX. Witte de With, Rotterdam.[20]
- 2007: Normal Love. Precarious sex, precarious work. Künstlerhaus Bethanien, Berlin.[21]
- 2006: Das Achte Feld – Geschlechter, Leben und Begehren in der bildenden Kunst seit 1960. Museum Ludwig, Köln.[22]
- 2005: The New City. Sub/Urbia in Recent Photography. Whitney Museum, New York. Gezeigt wurden Teile der Arbeit Analogue (1998–2005).[23]
- 2004: Kurzdavordanach. Photographische Sammlung/SK Stiftung Kultur, Köln.[24]
- 2003: A Clear Vision: Photographic Works from the F. C. Gundlach Collection. Deichtorhallen, Hamburg.[25]
- 2003: Phantom der Lust. Visionen des Masochismus in der Kunst. Neue Galerie Graz.[26]
- 2001: doublelife – Identität und Transformation in der zeitgenössischen Kunst. Generali Foundation, Wien.[27]
- 2000: Vanitas. Meditations on Life and Death In Contemporary Art. Virginia Museum of Fine Arts, Richmond, VA.[28]
- 1999: No Quarter Given. Images of Violence in Contemporary Art. Espai d’Art Contemporani de Castelló, Castellón de la Plana.[29]
- 1999: Unbehagen der Geschlechter/Gender Trouble. Neuer Aachener Kunstverein.[30]
- 1998–2001: Veronica’s Revenge – Contemporary Perspectives on Photography. Konzipiert im Centre d’art contemporain Genf, danach unter anderem gezeigt in den Deichtorhallen, Hamburg,[31] und im Museum of Contemporary Art, Sydney.[32]
- 1998–1999: fast forward – Body Check. Kunstverein in Hamburg.[33]
- 1997: Whitney Biennial. Whitney Museum, New York.[34]
- 1992: Documenta IX, Kassel